# Протоген Ольвійський
Протоген Ольвійський, Протоген Геросонів (грец. Πρωτογένη Ήροσῶντου, III ст. до н. е.) — скарбник Ольвії, член фінансової Колегії Дев'яти,  евергет, агораном та голова колегії агораномів який зіграв значну роль в подоланні економічної кризи в полісі. Діяльність Протогена описана в найвідомішому ольвійському декреті на його честь. За припущеннями вчених, діапазон його активної діяльності коливався максимум у межах 276—236 років до н. е.

## Родовід Протогена
Протоген Ольвійський — ольвіополіт, син Геросона (Гіеросонта). Походив  зі старовинного роду Протогенів. Його прадід Евдор Протогенів (грец. Εὔδωρος Πρωτογένου) був жерцем храму Аполлона Дельфінія (епонім 340 року до н. е. та монетний магістрат). Дід Протоген Евдорів (Πρωτογένης Εὐδώρου) виконував функції жерця у 324 р. до н. е. і монетного магістрата близько 325 р. до н. е. Батько Геросон Протогенів (Ήροσῶν Πρωτογένους) — епонім 294 року до н. е. і монетний магістрат близько 270 року до н. е. Онук Евнік Евдорів (Εὕνικος Εὐδώρου) обіймав жрецьку посаду в храмі Аполлона 193 року до н. е.

## Діяльність Протогена
Протоген отримав освіту в одній із семи гімнасій міста. Вивчав ораторське мистецтво й математику.
Протоген не став ані державним, ані військовим діячем.  Натомість він був членом фінансової Колегії Дев'яти й обіймав посаду скарбника , агоранома та голови колегії агораномів.
За гіпотезою науковців, Протоген також міг виконувати обов'язки жерця храму Аполлона Дельфінія приблизно у 265—249 роках до н. е. У 250—230 роках до н. е. був монетним магістратом. За деякими припущеннями, монограми на ольвійських монетах ΠΡΩ і ΠΡΩΤΗΡ належать саме йому.
У ІІІ столітті до н. е. зовнішньополітичне становище полісу було вкрай напруженим. Місту загрожували різні войовничі кочові племена — галати, савдарати, скіри, сайї. В умовах вторгнення галато-скірів постало питання обнесення Ольвії захисними мурами. Єдиним, хто міг профінансувати будівельні роботи, виявився Протоген. Він виділив 1500 золотих статерів й очолив будівництво.
Між 256 і 249 роками до н. е. Ольвії погрожував цар Сайтафарн, якому ольвіополіти змушені були виплачувати данину. Оскільки в державній скарбниці не було достатньо коштів, Протоген погодився сплатити власні 900 золотих статерів. Він разом з Аристократом, імовірно, архонтом, взяв участь у посольстві до Сайтафарна.
Протягом кількох десятиріч ІІІ столітті до н. е. Балкани, Малу Азію і Надчорномор'я, зокрема й Ольвію охопила соціально-економічна криза. Періодичні неврожаї спричинили постійну нестачу хліба і голод у найбідніших верств населення. Протоген за власний рахунок відбудував житницю і наповнив її достатньою кількістю зерна. Він продав народу за низькою ціною 11 250 пудів хліба.
У таких умовах найбільше цінувалася евергетична (благодійницька) діяльність Протогена. У почесному декреті відзначили, як заслугу, скасування ним міських боргів. Він також дарував борги незаможнім громадянам. Відмовився вимагати сплату процентів у інших. Скасований борг становив 6000 золотих статерів. Усього евергет пожертвував місту і громадянам 15 000 золотих статерів. Протоген навіть викупив священний посуд, який архонти змушені заставити іноземцю, щоб наповнити державну скарбницю. На посаді скарбника Протоген навів фінансовий лад в Ольвії. За успіхи у такий скрутний час його обирали три років поспіль. Хоча за законом дозволялося виконувати магістратські обов'язки лише протягом одного року. Останнім часом опубліковані магічні написи Ольвії зі згадкою про деяких інших дійових осіб декрету жерця-епоніма  Плейстарха та, ймовірно, архонта  Аристократа (Дамасова)

## Декрет на честь Протогена
Декрет на честь Протогена прийнятий близько 222 р. до н.е. (через достатньо тривалий час після смерті Протогена). Декрет мав на меті спонукати до благодійної діяльності  заможних городян по відновленню міських стін в умовах загрози зі сторони галатів та скірів.  Декрет вирізаний на обох боках білої мармурової плити. До 1880 року стела зберігалася в маєтку її власника у селі Стольне, що на Чернігівщині, а згодом вивезена до Петербургу.